# Bombardement du 26 mai 1944
Les bombardements des 26 et 27 mai 1944 constituent une opération militaire de l'United States Army Air Forces (USAAF) qui a eu lieu pendant la Seconde Guerre mondiale, dans le Sud-Est et le Centre-Est de la France.

## Opération
Cette opération entrait dans le cadre du Transportation Plan (en), plan d'attaque des voies de communication, destiné à préparer le débarquement en Normandie, arrêté le 25 mars 1944. Il s'agissait de détruire des infrastructures de chemin de fer, notamment des gares de triage, afin d'empêcher l'armée allemande d'acheminer des troupes et du matériel vers l'ouest de la France. La méthode était celle des Américains : bombarder de jour, en volant à haute altitude, pour éviter la DCA, cette méthode étant jugée « plus précise[Par qui ?] » que celle de la Royal Air Force du Royaume-Uni, qui consistait à bombarder de nuit.
Entre 6 et 7 heures du matin, environ 900 avions américains de la 15th USAAF partirent de trois aérodromes de la région de Foggia, dans le Sud de l'Italie : San Giovanni, Giulia et Stornara (Foggia Airfield Complex (en)). Les bombardements eurent lieu entre 10 et 11 heures du matin, par un ciel clair. Les objectifs militaires furent fortement touchés, mais l'imprécision du bombardement à haute altitude fit de nombreuses victimes civiles. Les avions rentrèrent à leur base, avec très peu de pertes, entre 14 et 15 heures.
Les bombardiers utilisés étaient des Consolidated B-24 Liberator et des Boeing B-17 Flying Fortress. Ils étaient escortés de cinq groupes de chasseurs North American P-51 Mustang et Lockheed P-38 Lightning du 306th Fighter Wing (en).

## Villes bombardées le 26 mai 1944

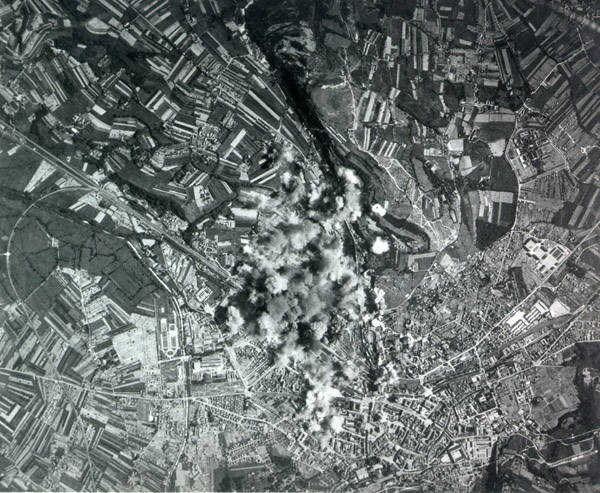
Photographie aérienne du bombardement de Chambéry au passage du 454th BW.

### Chambéry
- À 6 h 15, deux groupes de bombardement décollent des bases aériennes de Giulia et San Giovanni près de Foggia : les escadrilles 459 (459th Bombardment Wing (en)) puis 454 (454th Bombardment Wing (en)) du 304th Bomb Wing, soit 72 B-24 Liberator de l'USAAF ;
- à 9 h 40, les sirènes chambériennes retentissent[1] ;
- à 10 h 15, les premières vagues d'avions sont aperçues par les guetteurs de la tour du château des ducs de Savoie ;
- à 10 h 38, un premier groupe de 31 bombardiers suivi d'une seconde formation d'une quarantaine d'avions larguent plusieurs centaines de windows (bandes d'aluminium destinées à brouiller les radars),
- à 10 h 44, environ 164 tonnes de bombes lâchées, soit 720 bombes de 227 kg chacune (l'une d'entre elles ayant encore été découverte à Lémenc en mai 2017, soit 73 ans après le bombardement[2]) ;
- à 11 h 0, la gare de Chambéry, son triage et 45 locomotives sont détruites, mais la rotonde ferroviaire, bien que fortement soufflée, reste intacte ;
- nombreux immeubles civils du centre-ville détruits faisant 200 morts, 300 blessés et 3 000 sans-abris (parmi les victimes, le docteur Jean Desfrançois), un tiers des immeubles du centre-ville est détruit (environ 10 à 12 hectares rasés)[3].

### Grenoble
- Deux groupes de bombardement (455th et 456th) du 304th Bomb Wing, équipés de B-24. Le bombardement touche les villes voisines de Saint-Égrève[4] et surtout de Saint-Martin-le-Vinoux où se trouve la gare de triage. L'objectif visé, le pont ferroviaire reliant Saint-Martin-le-Vinoux à Grenoble n'est pas touché, et l'on dénombre 37 victimes parmi les riverains[5].

### Lyon
- Trois groupes du 47th Bomb Wing (en) visant la gare de Lyon-Vaise et 3 groupes du 49th Bomb Wing visant la gare de Lyon-Mouche ;
- Au nord de Lyon, le quartier de Vaise est durement touché. La gare de triage de Lyon-Vaise est détruite, mais aussi de nombreux immeubles, ateliers et usines ainsi que l'église Notre-Dame-de-l'Annonciation, alors que l'église Saint-Pierre-aux-Liens est elle très endommagée.
- Au sud, la gare de triage de Lyon-Mouche est détruite, ainsi que le siège de la Gestapo qui occupait l'école de santé militaire, située 14 avenue Berthelot, près de la voie ferrée. A proximité, 80 morts sont à déplorer à l'usine Olida au 99 rue de Gerland, où employés et clients se sont réfugiés dans un abri qui n'a pas résisté aux bombardements ;

- L'arsenal de Lyon situé à Vénissieux où étaient affectés des jeunes en provenance des chantiers de jeunesse de l'Ain est fortement endommagé par plusieurs bombes ;

- Environ 1 000 morts au total dans la population civile.

### Nice et Saint-Laurent-du-Var
L'opération militaire aérienne du 26 mai 1944 menée sur Nice et Saint-Laurent-du-Var a durablement marqué les esprits dans l'agglomération niçoise par l'ampleur des destructions et des pertes humaines occasionnées aux Azuréens. L'opération est menée par le 47th Bomb Wing de la 15e Air Force. Cette unité compte 143 B-24 Liberator : 35 B-24 pour le 98e Bomber Group, 29 B-24 pour le 376e Bomber Group, 40 B-24 pour le 449e Bomber Group et 39 B-24 pour le 450e Bomber Group. Les avions décollent de plusieurs bases du Sud de l'Italie.
Les trois premières vagues ont pour objectif la destruction de la gare de triage et de marchandises de Saint-Roch au nord-est de Nice et les établissements Michel travaillant pour l’effort de guerre allemand. Elles se composent des 98e Bomber Group, 376e Bomber Group et 450e Bomber Group.
Les 35 B-24 du 98e Bomber Group décollent à 6h33 de Lecce. Trois appareils doivent faire demi-tour pour panne mécanique. Les 32 B-24 restant emportent 71 tonnes de bombes de 500 pounds. Les 29 Liberator du 376e Bomber Group décollent de San Pancrazio à 5h45 avec 76 tonnes de bombes de 500 pounds. Les 39 Liberator du 450e Bomber Group décollent de Manduria à 6 heures. Un B-24 doit abandonner la formation pour des problèmes techniques. Les 38 B-24 restants emportent 95 tonnes de bombes. Ce sont donc 99 B-24 Liberator qui se dirigent vers Nice en trois vagues rejoints par 38 B-24 du 449e Bomber Group en direction de Saint-Laurent-du-Var. Les quatre groupes de bombardiers B-24 se dirigent pour la formation du Box vers San Vito dei Normanni, ville située à l'ouest de Brindisi dans les Pouilles à 108 mètres d'altitude. Rassemblés, les 137 B-24 se dirigent plein ouest en direction de l'île de Capri. Ils bifurquent ensuite de quelques degrés vers la droite en direction de la Corse traversée en diagonale. Les avions volent à 4 000 mètres d'altitude et sont rejoints par une unité de chasseurs P-38 Lightning au-dessus de la presqu'île de Revellata qui ferme la baie de Calvi à l'ouest. La formation américaine se dirige alors plein nord, traversant la Méditerranée jusqu'au key point du cap Mele à l'est d'Imperia en Italie. De là, les avions réalisent une grande courbe sur la gauche en direction de Tende alors située en Italie. Une fois Tende dépassé, les avions se dirigent sur Lantosque situé au nord/nord-est de Nice. Les quadrimoteurs se trouvent alors à 5 500/6 000 mètres d'altitude. Ils commencent à s'approcher de leurs cibles soutes ouvertes. Trois groupes se dirigent en 3 vagues successives vers Nice et le quatrième, le dernier, se dirige sur Saint-Laurent-du-Var.
Les sirènes d'alerte sont déclenchées à Nice. La première vague est composée des 29 liberator du 376e Bomber Group. Aucun chasseur ennemi n'est présent pour gêner l'opération. Des tirs de défense antiaérienne allemande (la Flak) sont tirés depuis une zone boisée au nord de Nice, probablement depuis la colline Gairaut. Ils touchent légèrement quelques appareils. Il est 10 h 26. Les 29 Liberator lâchent leurs bombes sur la gare Saint-Roch. La rotonde est touchée ainsi qu'une usine électrique proche et plusieurs dizaines de wagons de la SNCF. Les B-24 dégagent par la gauche en survolant le cap Ferrat.
La première formation quitte l'objectif. Les Allemands sonnent alors la fin de l'alerte alors qu'arrive la deuxième vague. Des centaines de Niçois ont déjà quitté les abris et se trouvent dans la rue lorsque de nouvelles bombes éclatent. Les 32 Liberator du 98e Bomber Group prennent le relais à 10h28. La gare Saint-Roch est de nouveau touchée mais aussi les quartiers de l'abattoir, la route de Turin et de la République. La Flak se fait plus précise et endommage gravement un B-24 qui devra atterrir sur une base corse. Un des avions n'a pas réussi à larguer ses bombes et réussit finalement à les lâcher en mer.
La troisième vague composée des 38 B-24 du 450e Bomber Group arrive alors à 10 h 31 avec l'escorte de chasse. Les bombardiers lâchent leurs bombes sur un objectif maintenant saturé par les explosions et la fumée. Des tirs de Flak éclatent des rives du fleuve Var sans faire de dégâts. Gênée par les fumées, la troisième vague a confondu le vélodrome de Pasteur avec la rotonde. Elle lâche ses bombes entre le Paillon et les collines de Cimiez.
Les objectifs militaires sont atteints mais les civils des quartiers Saint-Roch, Riquier, Pasteur et République à Nice sont durement touchés : 5 600 sinistrés, 438 immeubles détruits ou endommagés (dont les Abattoirs et le dépôt T.N.L.), 5 locomotives et 160 wagons détruits et 50 % des voies de la gare de marchandises de Saint-Roch hors d’usage. Les chiffres du bilan humain varient selon les sources : 313 tués, 153 disparus et 473 blessés pour L'éclair des 28, 29 et 30 mai 1944, 384 tués et disparus et 480 blessés,, 313 ou 384 tués et 153 disparus, 384 morts, 480 blessés, 100 disparus, 5 600 sinistrés, 139 établissements commerciaux endommagés ou détruits. Tous ces chiffres assez différents regroupent certainement les 46 victimes de Saint-Laurent-du-Var (dont de nombreux Niçois passagers du train) avec celles de Nice. Une fourchette large à partir de ces chiffres permet d'estimer un bilan supérieur à 300 tués dont une centaine de disparus rien que pour Nice. Une recherche plus approfondie à l'état-civil de Nice couplée avec un inventaire des sépultures demeure donc nécessaire pour y voir plus clair. Cependant, le bilan restera toujours indicatif du fait des nombreux débris humains non identifiés récupérés dans les décombres. Les obsèques solennelles de 208 victimes ont en tout cas lieu le dimanche 28 mai devant l'église Notre-Dame-des-Grâces de Nice en présence des autorités allemandes.
La quatrième vague se compose de 40 appareils B-24 Liberator du 449e Bomber Group emportant 94 tonnes de bombes. Ils décollent à 5 h 45 de San Pancrazio. Deux appareils doivent abandonner la formation pour des problèmes techniques. Les trente-huit autres poursuivent la même route que les trois autres groupes.
Les objectifs sont les ponts du Var (le pont-rail Napoléon III traversé par la RN7 qui enjambe le fleuve Var à l'entrée ouest de Nice et relie Saint-Laurent-du-Var à Nice et un autre pont en construction plus au sud). Les Liberator arrivent depuis Tende en suivant le fleuve Var. Il est 10 h 39,. Le drame se prépare. Au même moment en effet, un train omnibus de voyageurs s'engage sur le pont-rail. L'alerte aérienne étant déclenchée, le train s'arrête peu avant la gare de Saint-Laurent-du-Var et les passagers sortent se réfugier dans les fossés de la voie.
De leur côté, les pièces d'artillerie allemandes bordant les rives du Var ajustent facilement leurs tirs sur les B-24. Les avions lâchent leurs bombes dans un déluge d'obus allemands. Un mitrailleur de sabord d'un appareil est gravement blessé aux yeux et quatre Liberator sont durement touchés. Le pont-rail est atteint par cinq bombes mais non détruit, et le deuxième pont inachevé est également endommagé. Le train de voyageurs est touché et de nombreux civils sont également tués à Saint-Laurent-du-Var ainsi que des bâtiments détruits notamment dans le quartier de la gare. Le bilan est d'au moins 53 tués[source insuffisante],.
Le groupe de bombardiers a à peine dépassé les côtes niçoises que le B-24 H 41-28972 surnommé Hi Life est touché par un obus qui explose au niveau des sabords latéraux. L'appareil se brise en deux. Aucun membre de l'équipage ne survit à l'explosion du quadrimoteur qui tombe en mer entre 10 h 40 et 10 h 42 au sud de Nice, à moins de 2 kilomètres de l'embouchure du fleuve. Un seul corps d'aviateur est retrouvé dérivant et ramené au port de Nice par des pêcheurs. Les Allemands avertis récupèrent le corps et l'identifient grâce à une étiquette cousue dans la doublure du blouson comme étant le sergent Howard R. Jonhson, l'opérateur-radio. Le corps est déposé dans un cercueil et inhumé au cimetière de Caucade dans un des carrés militaires, piquet1, allée numéro 48.
Le 23 décembre 1944, les militaires américains exhument le corps pour le diriger sur Draguignan. Là, on se rend compte en fouillant les vêtements (carte d'identité dans le porte-feuille et sous-vêtements avec un nom), qu'il s'agit du corps du sergent Elmer J. Boehnke, l'assistant mécanicien du B-24. Il est inhumé au cimetière militaire américain de Draguignan, Plot D, allé 2, tombe 19. Aucun autre corps des 11 membres d'équipage n'a été retrouvé. L'équipage se compose : du sous-lieutenant Gérald E. Warner, pilote ; du sous-lieutenant Franck E. Sterner, copilote ; du sous-lieutenant Claude E. Spyres, navigateur ; du sous-lieutenant Harold W. Tanner, bombardier ; du sergent Robert C. Slusher, mécanicien, mitrailleur de la tourelle dorsale ; du sergent Howard R. Johnson, opérateur-radio, mitrailleur de sabord ; du sergent Elmer J. Boehncke, assistant mécanicien, mitrailleur de sabord ; du sergent Robert W. Muller, mitrailleur ; du caporal Lawrence M. Merrifiel, mitrailleur et du caporal Charles W. Smith, mitrailleur. Les vestiges de l'appareil se trouvent probablement encore aujourd'hui dispersés devant l'embouchure du fleuve Var, recouverts par des tonnes de vase et d'alluvions charriés par le fleuve Var. Les pêcheurs ont en effet affirmé que des vestiges d'avion ont parfois causé des dégâts au matériel de pêche en crochant les filets.
Lors de cette mission du 26 mai 1944 sur Nice et Saint-Laurent-du-Var, seul l'appareil B-24 41-28972 Hi Life a été abattu avec ses 11 membres d'équipage au-dessus de Saint-Laurent-du-Var. Philippe Castellano indique qu'un autre avion, endommagé, doit se poser en urgence en Corse. Eddy Florentin indique à tort que ce Liberator s'écrase en Corse. Tous les autres B-24 rentrent à leur base entre 15 et 16 heures. Dans le cadre de cette même opération, Eddy Florentin indique cependant qu'un autre Liberator tombe au nord de Calvi. L'information est à préciser. Il s'agit du B-24 42-78303 rattaché au 460e bomber-group avec dix hommes à bord au lieu de 11. Cet avion participe au bombardement du 26 mai sur la gare de triage de Lyon-la-Mouche à 10 h 41.
Une fois le bombardement réalisé, les appareils retournent à leur point de départ dans le Sud de l'Italie. Le B-24 commence à avoir des ennuis mécaniques vers 10 h 50. Un moteur finit par s'arrêter, suivi du système hydraulique. L'appareil parvient à continuer à suivre sa formation. Cependant, arrivé au-dessus d'Annot, un deuxième moteur doit être coupé. Le pilote donne alors l'ordre de se préparer à évacuer par trois courtes sonneries. Cependant, trois hommes croient qu'il faut évacuer tout de suite et se parachutent. Le pilote décide alors d'essayer de rallier la Corse. Cependant, à 12 h 10, encore à 28 kilomètres de Calvi, tous les moteurs sont stoppés. Cinq membres d'équipage se parachutent et l'avion percute violemment la mer. Le pilote, Firman Suzank, n'a pas pu se parachuter et est tué. Les cinq rescapés nagent en attendant un navire de secours mais l'un d'eux, le sergent Edward Mac Combie, disparaît sous l'eau sans réapparaître. Deux heures plus tard, une vedette de la Navy ramène les survivants à Calvi. Concernant les 3 hommes parachutés au-dessus des Alpes-Maritimes, deux, les sergent Ricketts et Kenneth Wiemers, sont arrêtés par les Allemands. Le troisième, le sergent Harold Meyer, est recueilli par les résistants
On notera également ce qui arrive ce même 26 mai 1944 au B-17 42-39999 appartenant aux groupes qui se dirigent vers Saint-Étienne le 26 mai 1944. Un incendie se déclare en effet au niveau de la tourelle dorsale. L'avion quitte la formation à 9 h 27. Le copilote, le sous-lieutenant Earl Rodenburg, le bombardier Paul Smith, le navigateur Fred Letz et le mitrailleur de la tourelle dorsale, le sergent Harold Bolick s'éjectent tandis que l'incendie se propage à bord. Le pilote branche le pilote automatique pour partir lutter contre l'incendie avec les cinq hommes restant. Le pilote finit même par demander la permission d'abandonner l'appareil mais finalement l'incendie est maîtrisé. L'appareil atterrit d'urgence à Ajaccio en Corse alors que son système de freinage ne répond plus. Que deviennent les quatre autres parachutés au-dessus de l'arrière-pays niçois ? Le parachute du bombardier Paul Smith ne s'ouvre pas et celui-ci s'écrase au sol. Le navigateur Fred Letz et le mitrailleur de la tourelle dorsale, le sergent Harold Bolick sont récupérés par les partisans italiens dans la vallée des Thermes à Valdieri en Italie. Le copilote, le sous-lieutenant Earl Rodenburg, atterrit à quelques kilomètres au nord-ouest de Breil-sur-Roya. Il est pris en charge par des résistants.
Plusieurs monuments lapidaires rappellent cette tragique journée à Nice. Une plaque commémorative sans nom se trouve ainsi dans un petit espace vert place de la Brigue à Nice. Le monument aux morts des agents S.N.C.F. du dépôt Saint-Roch à Nice comporte les noms de plusieurs agents tués dans le bombardement du 26 mai 1944.
Le monument aux morts du quartier Pasteur à Nice comporte deux portions entièrement dédiées aux victimes du 26 mai 1944. Celui du quartier Riquier comporte une portion dédiée à ce même bombardement. Sur la façade de l'immeuble situé 34, avenue Denis-Séméria à Nice se trouve une plaque commémorative pour Joseph Milano, sous-chef de dépôt S.N.C.F., tué dans le bombardement au dépôt S.N.C.F. de Saint-Roch à Nice. Une plaque commémorative érigée en 1959 et située au 63 bis, boulevard de l'Observatoire, route de la Grande Corniche, rappelle la mort dans ce secteur de Joséphine Bonifassi et de trois enfants de la même famille : Madeleine, Marguerite et Nicolas Marro. Le drapeau de la défense passive et de la protection civile de Nice est installé depuis le 9 décembre 2009 dans le salon royal de l'hôtel Negresco de Nice. Une plaque commémorative précise qu'« il commémore l'action des Agents de la Défense Passive qui ont servi bénévolement la population niçoise durant la dernière guerre mondiale et se sont illustrés lors du bombardement aérien du 26 mai 1944 ».
À Saint-Laurent-du-Var, un espace de recueillement a été aménagé place Adrien Castillon « à la mémoire de nos morts victimes civiles de l'Occupation ». On y trouve deux plaques commémoratives (avec quelques erreurs) qui comportent les noms des victimes de bombardement. La seconde plaque est principalement dédiée au bombardement du 26 mai 1944 et comporte 45 noms,. Les plaques commémoratives de la place Adrien Castillon comportent quelques erreurs et imprécisions. Les plaques indiquent ainsi deux inconnus au lieu d'un. On observe au passage que le dénommé Jules Lambol s'appelait en fait Paul Jules Lambolez. De plus, il manque le nom de 10 victimes : Marius Martin décédé à Saint-Laurent-du-Var dans le bombardement (jugement déclaratif de décès rendu par le tribunal de Grasse le 12 juin 1945), Jules Pellegrino, Anaïs Pellegrin, Fernand Chouvet, Francis Faraut, Marie Schaëfer décédés de leurs blessures le 26 mai à Antibes, Nicolas Tcherniavsky et Pierre Wagrez décédés de leurs blessures le 27 mai à Antibes, Adelaïde Lépine épouse Giroudon décédée à Cagnes-sur-Mer des suites de ses blessures le 26 mai 1944 et inscrite sur le Monument aux Morts de Cagnes-sur-Mer et enfin Ernestine Auzias décédée de ses blessures le 4 août à Antibes. Une dernière précision est nécessaire concernant Joseph Ladet dont le nom est inscrit sur cette plaque mais qui est en fait décédé à la gare Saint-Roch à Nice. Le bilan définitif est donc de 53 tués identifiés.
La commune de Saint-Laurent-du-Var a subi au total 23 bombardements au cours desquels 103 maisons ont été détruites et 782 endommagées. 69 personnes ont été tuées dans ces bombardements, notamment dans celui du 26 mai 1944 (4 tués et non pas 3 dans le bombardement allié du 18 décembre 1943 (53 le 26 mai 1944, 5 le 2 août 1944, 5 le 6 août 1944 et enfin 2 dans des bombardements allemands au mortier le 28 août 1944). Pour ces souffrances endurées dans les bombardements mais aussi pour ses soldats, ses résistants et ses civils morts pour la France, la commune a obtenu une citation à l'ordre de la Brigade avec attribution de la croix de guerre avec étoile de bronze. Cette citation est inscrite sur une plaque commémorative visible dans le hall de la mairie de Saint-Laurent-du-Var, esplanade du Levant. Dans l'église du vieux village, une plaque commémorative liste les 23 bombardements subis par la commune entre 1943 et 1944 dont notamment celui du 26 mai 1944. La plaque rappelle qu'une partie des habitants a financé une plaque commémorative qui remercie Notre-Dame de Laghet pour les avoir protégés lors des bombardements. Cette plaque est visible au sanctuaire de Notre-Dame de Laghet à La Trinité (Alpes-Maritimes). Une plaque commémorative se trouve également dans l'église Saint-Marc à Villeneuve-Loubet. Elle se trouve sous la statue de Sainte-Thérèse. On peut y lire : Reconnaissance à Sainte-Thérèse pour le 26 mai 1944 - Élisabeth de Panisse Passis.

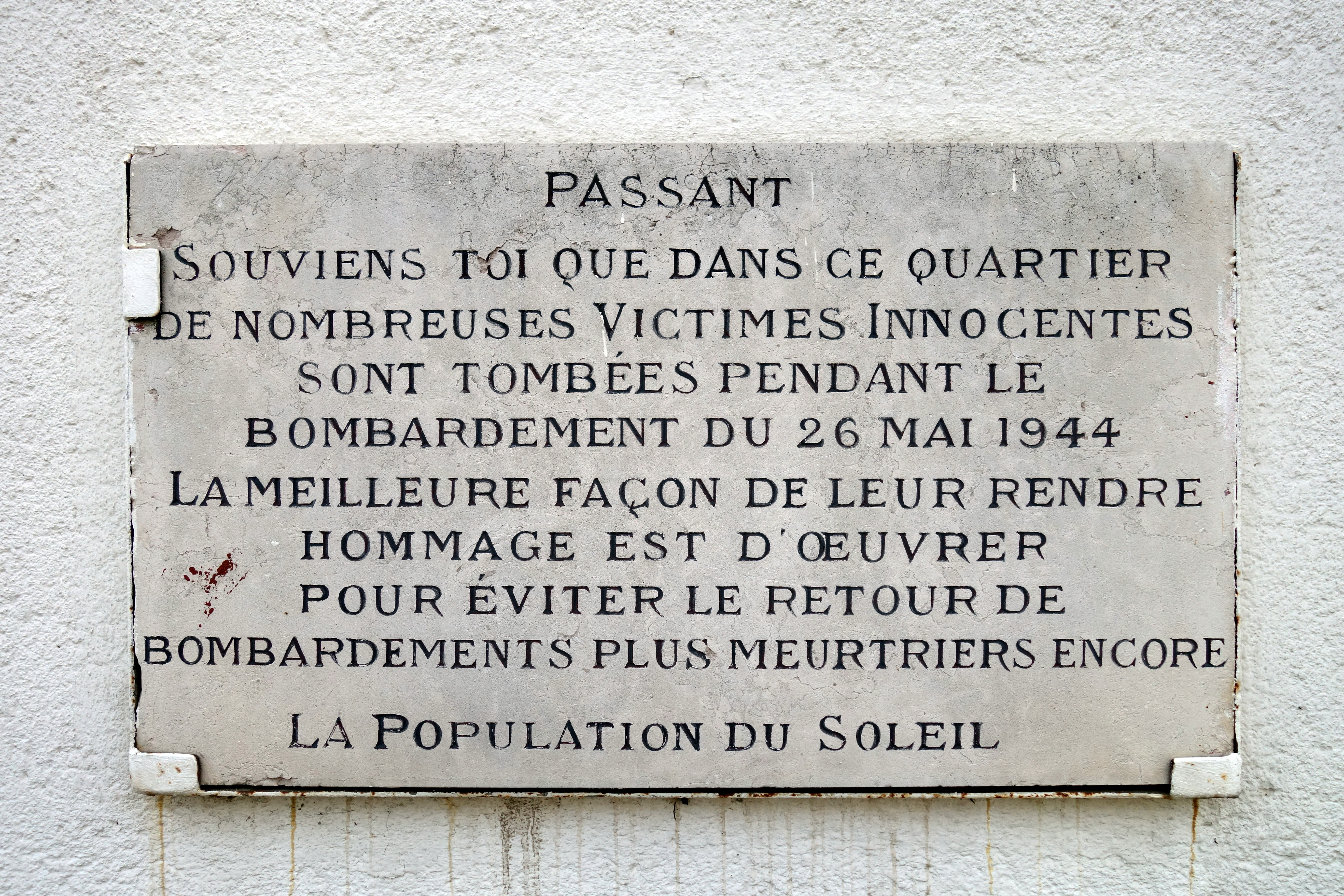
Plaque commémorative du Bombardement du 26 mai 1944 à Saint-Étienne, école du Soleil 10 rue du Monteil France.

Le cimetière communal de Caucade à Nice comporte un carré des victimes civiles dans le carré no 68. Il ne s'agit pas d'un carré militaire. Les tombes sont à la charge des familles et non pas du Souvenir français. Ceci explique qu'aujourd'hui, beaucoup de tombes ne portent plus d'indication sur l'identité de la personne inhumée. La plupart des personnes inhumées dans ce carré sont des victimes du bombardement du 26 mai 1944 mais on trouve également des victimes d'autres bombardements, des résistants ou des victimes du travail obligatoire. D'autres victimes du bombardement du 26 mai 1944 sont disséminées dans les différents cimetières et Nice et de son agglomération. Le carré militaire du cimetière Saint-Marc à Saint-Laurent-du-Var regroupe plusieurs corps de civils tués le 26 mai 1944.

### Saint-Étienne
- Cinq groupes de bombardement, dont le 463rd, du 5th Bomb Wing, soit 176 B-17 ;
- Environ 450 tonnes de bombes lâchées ;
- la gare de triage a été touchée par quelques bombes (réparations effectuées en trois jours) ; par contre, c'est dans le quartier du Soleil situé immédiatement au nord de la gare qu'il y eut le plus de morts ;
- 987 morts parmi lesquels 24 élèves et 8 maîtres de l'école primaire du quartier de Tardy[38] ;
- Neuf bombes sur dix n'ont pas atteint leur cible[39].

## Villes bombardées le 27 mai 1944

### Avignon
La gare de triage a été bombardée le 27 mai 1944, ainsi que les quartiers d'habitation alentours, dans un rayon de plus de 300 mètres, quartiers Champfleury et Saint Roch, faisant plus de 500 morts parmi la population civile,.

### Marseille
Le 27 mai 1944, à 10 heures 50 minutes, arrivent dans le ciel phocéen à 4 ou 5 000 mètres d'altitude sept vagues de bombardiers américains qui larguent sur le centre ville de Marseille plus de 800 bombes de 250 à 500 kilos durant une heure. 
Les destructions (404 immeubles détruits, plus du double gravement endommagés) les plus importantes ont été causées entre la gare Saint-Charles et le Vieux-Port. Des dizaines d'incendie se déclenchent alors que de nombreuses conduites d'eau sont endommagées.
Les bombes larguées sur la ville ont fait dans la population civile 1 752 morts, 2 760 blessés, plus de 20 000 sinistrés, et tué environ 50 soldats allemands.